# 흰고래
흰고래(Delphinapterus leucas, white whale)는 북극과 그 주변 지역에 서식하는 고래이다. 일각고래와 함께 외뿔고래과의 종 중의 하나이다. 벨루가(beluga whale, beluga)라고도 한다. “벨루가”라는 이름은 러시아어 bekukha 에서 유래했으며, 이는 “흰색”을 의미하는 belyy 에서 파생되었다. “흰고래“라는 이름은 성체가 보여주는 순백색의 색깔을 반영한다. 흰고래는 종종 같은 모노돈티드 과에 속하는 일각고래와 혼동되기도 한다. 몸 길이는 최고 5.5미터 에 이르며 하얀 몸과 멜론 같이 생긴 머리를 가지고 있어서 "melonhead"라고 불리기도 한다. 현재 22종의 흰고래가 알려져 있다.

## 분류
흰고래는 1776년 Peter Simon Pallas에 의해 처음 기술되었다. 이빨고래의 일부인 모노돈티드과(Monodontidae)에 속한다. 이 과에는 흰고래와 일각고래만이 포함된다. 이라와디돌고래(Irrawaddy dolphin)는 한때 같은 과로 분류되었지만, 최근의 유전적 증거들은 이들이 참돌고래과(Delphinidae)에 속한다는 것을 시사한다. 일각고래는 흰고래 외에 일각고래과에 속하는 유일한 다른 종이다. 이 두 종(일각고래와 흰고래) 사이에 교배가 가능하다는 가설을 뒷받침하는 중간의 특성을 가진 두개골이 발견되었다.
과거에는 흰고래를 돌고래과(Delphinidae)나 향유고래과(Physeteridae)에 포함시키기도 했으나, 현재는 별개의 과로 인정되고 있다.
학명은 ‘지느러미가 없는 고래’를 의미하며, 종명은 ‘흰색’을 의미한다. 멸종위기종 목록에는 ‘벨루가’와 ‘흰고래’가 모두 일반 이름으로 되어있지만, 전자인 ‘벨루가’가 현재 더 인기가 있다. 러시아어로 벨루가라는 이름은 관련이 없는 어류인 벨루가 철갑상어를 의미한다.
고래는 ‘바다 카나리아’라고 불리기도 하는데, 그 이유는 높은 음의 끽끽거리는 소리, 휘파람 소리 때문이다. 일본의 한 연구원은 벨루가에게 세개의 다른 물체를 식별하기 위해 이러한 소리를 사용함으로써 ‘말하기’를 가르쳤다고 주장하며, 언젠가 인간이 바다 포유류와 효과적으로 의사소통 할 수 있을 것이라는 희망을 주었다.

## 진화
미토콘드리아 DNA 연구로 현존하는 고래들이 2500만년에서 3400만년 전에 공통 조상을 공유했다는 것을 알 수 있었다. 모논티드과의 조상은 약 900만 년 전 신생대 마이오세 후기에 다른 이빨고래들로부터 분리된 것으로 여겨진다. 흰고래와 일각고래는 약 500만년 전 공통 조상에서 분화되었다. 흰고래의 가장 가까운 현대 친척이 일각고래로, 두 종 모두 북극 및 아북극 환경에 특화된 적응을 보여준다. 2017년에 29,581개의 예상 유전자를 암호화한 2.327Gbp의 집합된 유전자 서열을 포함하는 흰고래의 유전자 서열이 배열되었다. 흰고래와 범고래의 유전자 서열의 전체유사도가 97.87%라고 추정한다.
바하칼리포르니아주와 버지니아주에서 발견된 화석에 따르면 이 과는 한때 따뜻한 물에서 살았다. 500만년 전에 발견된 이빨고래소목의 화석은 괭이상어와 같은 열대 종의 화석과 함께 발견되며 따뜻한 바다에 살았다는 강력한 증거가 되었다.

## 외관

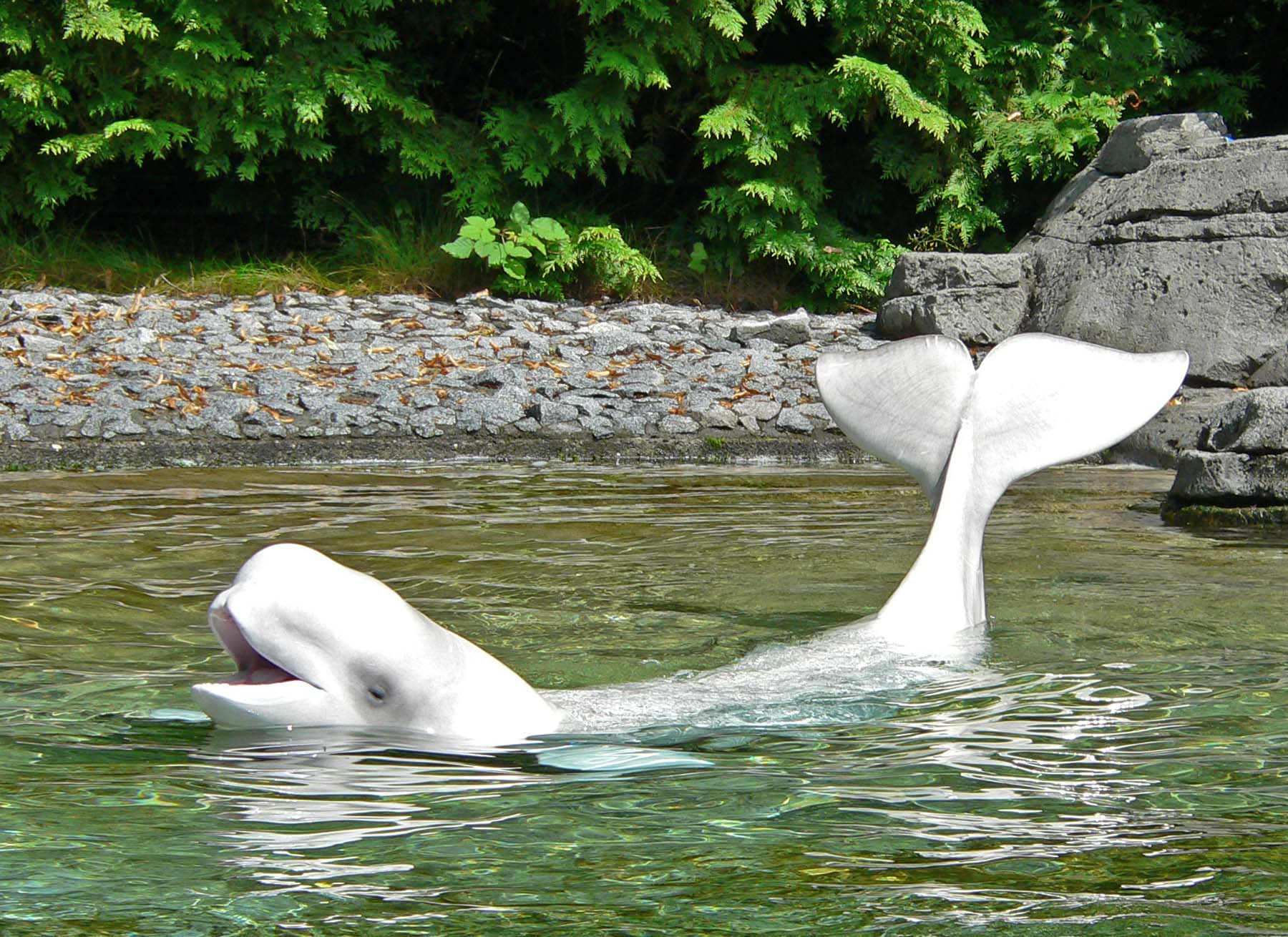
밴쿠버 수족관의 얕은 물에 있는 흰고래

흰고래는 참돌고래나 쇠돌고래보다는 크지만 다른 이빨고래보다는 작은 편이다. 최대 몸무게는 2톤이며, 몸길이는 5.5미터이다. 수컷이 암컷보다 눈에 띄게 큰 편이며, 길이상으로는 16에서 24%가량 더 크다. 수컷의 평균 몸길이와 몸무게는 각각 3.6-4.5미터와 607-1032킬로그램이며, 암컷의 경우는 각각 3.1-3.7미터와 408-627킬로그램이다. 수컷은 또한 암컷보다 머리가 길고 넓으며, 배와 가슴이 홀쭉하기 때문에 구별될 수 있다. 흰고래는 두꺼운 피하지방층을 가지고 있으며, 이는 전체 체중의 최대 40%를 차지하여 북극의 혹독한 환경에서 체온을 유지하는 데 도움을 준다.
이 고래의 가장 두드러진 외형적 특징은 순백색의 피부와 돌출된 이마(멜론)이다. 멜론은 음향을 조절하는 데 사용되며, 다양한 모양으로 변형할 수 있다.
비록 이들은 대개 흰색의 피부를 지니지만, 평생 동안 그런 색깔을 지니는 것은 아니다. 갓 태어난 새끼는 밤회색이며 심지어 성체도 때에 따라서 흰색이 아닐 수 있다. 새끼 흰고래는 태어날 떄 회색이나 갈색을 띠며, 5~12세 사이에 점차 흰색으로 변한다. 성체는 주기적으로 표피를 벗겨내는 탈피를 하는데, 이때는 누런빛의 피부를 지니게 된다. 하지만 탈피를 완료한 후에는 흰색으로 돌아오는데, 보통 피부를 벗기는 데에는 자갈이나 모래에 문지르는 방법을 이용하며, 민물에 들어가기도 한다.
이들의 피부는 매끄러우며, 몸 전체 모양은 뚱뚱하고 단단하게 생겼기 때문에 빠른 수영에는 적합하지 않다. 피부는 매끄럽지만 두껍고 강하며, 주기적으로 벗겨져 새로운 피부로 교체된다. 이 과정은 보통 여름철 강 하구의 얕은 모래바닥에 몸을 비비며 일어난다. 머리는 정사각형 모양에 뭉툭하며, 머리와 흉부사이에는 그다지 구분할 수 있는 선이 없다. 이마에는 기름으로 채워져 있는 "멜론"이라는 기관이 있다.
헤엄을 칠 때는 꼬리를 아래위로 움직여 헤엄친다. 가슴지느러미는 진행방향을 잡아주는 역할을 한다. 또한 흰고래는 등지느러미가 없으며, 이는 얼음 아래에서 수영할 때 장점이 된다. 대신, 등에는 길게 뻗은 낮은 융기(ridge)가 있어 유연성을 높여 준다. 귀신고래와 같이 몸의 뒷부분에서 시작하는 단단한 돌기들이 있는데, 이는 얼음을 깨는 역할을 하기도 한다.
옆으로는 유연하게 움직일 수 있기 때문에 목근육의 강화는 필요가 없어졌다. 차가운 극지방의 바다에 생존하기 위해 몸은 두꺼운 지방질로 덮여 있으며, 두께는 25에서 75밀리미터에 달한다.
흰고래의 목뻐는 다른 고래들과 달리 완전히 융합되어 있지 않아서, 머리를 위아래, 좌우로 자유롭게 움직일 수 있다. 이는 주변 환경을 탐색하고, 얼음 틈새를 찾아 숨을 쉬기 위한 중요한 적응이다.
벨루가는 입에 34~40개의 이빨을 가지고 있으며, 주로 먹이를 잡고 쥐는 데 사용한다. 먹이를 삼킬 때는 대부분 통쨰로 삼키며, 이빨을 씹는 데 사용하지는 않는다.

## 습성

### 사회 구조와 놀이

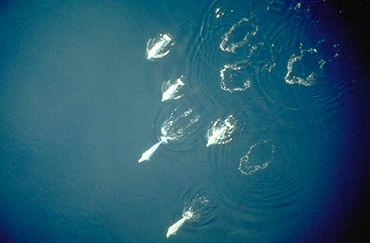
수면에서 헤엄치는 흰고래 무리

흰고래(벨루가)는 강한 사회성을 가진 동물이다. 흰고래는 매우 사교적이며 약 10마리 정도의 소규모 무리를 형성해서 활동한다. 흰고래 무리의 구성원은 고정되어 있지 않다. 즉, 구성원이 무리를 옮겨 다닌다. 대부분 2~25마리의 소규모 무리로 이동하지만, 여름철에는 수백 마리가 모여 대규모 집단을 형성한다. 이 무리들은 성별, 연령, 번식 상태에 따라 구성될 수 있다. 무선원격계측(radio tracking)으로 관측한 결과 한 무리에서 나온 흰고래가 몇 백 킬로미터 밖에 있는 다른 무리의 구성원이 된 모습이 포착됐다. 흰고래의 무리는 육아 무리(새끼 고래와 어미로 구성), 총각 무리(모두 수컷으로 구성), 혼합 무리로 크게 3가지로 분류한다. 혼합 무리는 모든 성별의 고래를 포함한다. 여름 동안 무리가 강 하구에 합류할 때 수백 혹은 수천마리의 개체가 나타날 수 있다. 이는 전체 개체의 상당한 비율이며 여름은 그들이 사냥 당하는 것에 가장 취약할 시기이다.
흰고래는 협력하는 동물이며 종종 조직화된 무리를 이루어 사냥을 한다. 무리 내의 동물은 아주 사회적이고 종종 놀거나 싸우는 것처럼 서로를 따라다니기도 하며 자주 서로의 몸을 비벼대곤 한다. 각 개체는 동시 통합된 방식으로 함께 수면 위로 떠오르고 잠수한다.
가둬 두고 사육할 시에는 흰고래들이 끊임없이 놀고, 소리를 내고, 서로의 주변을 수영하는 것을 볼 수 있다. 하나의 예로 한 마리의 흰고래가 공기 방울들을 불고, 다른 개체가 그것을 터뜨리는 행동 사례가 관찰되었다. 또한 흰고래들이 서로를 흉내 내는 것이 Simon-says(가라사대) 게임과 비슷하고, 입에서 입으로의 접촉을 통해 신체적 애정을 드러내는 것으로 보고되었다. 또한 그들은 인간에 대해 많은 호기심을 보이며 인간을 관찰하기 위해 수조 안의 창문들에 자주 접근한다. 또한 야생에서도 인간에 대한 엄청난 호기심을 보이며 종종 보트와 함께 수영한다. 그들은 물 속에서 발견한 물체들(야생에서는 나무, 식물, 죽은 물고기와 그들이 만든 공기방울)로 놀곤 한다.
번식기 동안, 성체는 식물, 그물, 심지어 죽은 순록의 뼈와 같은 물건들을 그들의 머리와 등에 옮기는 것이 관찰되었다. 포획된 암컷은 새끼 고래를 잃은 후에 부유물이나 부표와 같은 물건들을 나르는 것이 관찰되기도 한다. 전문가들은 이런 암컷의 물체와의 상호작용을 대체 행위로 간주한다.
사회적 상호작용은 다양한 소리, 신체 접촉, 동시 수영 등을 통해 이루어진다. 흰고래는 협동하여 먹이를 포획하고, 천적으로부터 무리를 보호하기도 한다.

### 헤엄
흰고래는 범고래나 일반적인 큰돌고래와 같은 다른 이빨 고래류보다 수영이 느리다. 왜냐하면 그들은 다른 고래보다 몸체의 유선형이 덜하고 가장 큰 추력을 내는 꼬리뼈의 움직임이 제한적이기 때문이다. 비록 흰고래는 빈번하게 3~9km/h 사이의 속도로 헤엄치지만, 22 km/h의 속도를 15분 동안 유지할 수 있다. 대부분의 고래류와 달리 흰고래는 뒤로 헤엄칠 수 있다. 5~10%의 시간 동안 수면에서 헤엄치며, 나머지 시간 동안에는 충분히 몸을 덮을 수 있을 정도의 깊이에서 헤엄친다. 흰고래는 다른 범고래와 큰돌고래처럼 물 밖으로 점프하지는 않는다.
흰고래는 보통 수심 20m 정도의 얕은 곳에서 잠수하지만, 최대 700미터까지도 잠수할 수 있다. 보통 20m까지 잠수하지만, 더 깊은 곳까지 잠수할 수 있다. 포획되는 개체는 해수면 아래 400m에서 647m 사이의 깊이에서 발견되며, 야생의 개체는 700m 이상의 깊이로 잠수하는 것으로 기록되며, 발견된 가장 깊은 수심은 900m 이상이다. 보통 3~5분 동안 잠수를 지속하지만 20분까지 가능하다. 흰고래를 포함한 모든 고래류는 물 속에 있는 동안 산소를 보존하도록 설계된 생리학적 적응을 가지고 있다. 잠수하는 동안, 고래류 동물들은 심박수를 1분에 100번에서 12~20번으로 감소시킬 것이다. 혈액은 특정 조직과 기관으로부터 일정한 산소 공급을 필요로 하는 뇌, 심장, 폐로 순환된다.
흰고래는 종종 숨을 쉴 수 있는 빙호를 확보할 가능성을 높이기 위해 물속에서 머리를 부딪혀 얼음을 뚫을 수 있는 북극고래와 동행한다.

### 먹이
흰고래는 북극해에서 가장 개체 수가 많은 이빨 고래류이기 때문에 북극해의 해양자원의 구조와 기능에 중요한 역할을 한다. 그들의 위치와 계절에 따라 먹이의 종류가 달라진다. 예를 들어 보퍼트해에 있을 때는 주로 북극 대구를, 그린란드 근처에서는 그린란드 넙치와 북부 새우를, 알래스카에서는 은연어를 먹는다. 흰고래는 늦겨울과 초봄에 가장 지방이 두껍고 가을에 가장 얇기 때문에 주로 겨울에 먹이를 많이 먹는다.
흰고래는 기회주의적인 먹이 섭취자로, 다양한 종류의 먹이를 먹는다. 그들의 식단에는 물고기(연어, 청어, 대구, 가자미, 농어 등), 갑각류(새우, 게), 연체동물(문어, 오징어)이 포함된다. 흰고래는 보통 해저 가까이에서 먹이를 찾으며, 머리를 진흙 바닥에 밀어 넣어 먹이를 찾기도 한다.
흰고래는 강한 흡입력을 이용해 먹이를 입으로 빨아들인다. 이는 흰고래가 바닥에 사는 생물을 효율적으로 포획하는 데 도움이 된다. 흰고래는 시각, 청각, 그리고 음파탐지(에코로케이션)를 이용해 먹이를 찾습니다.
식사 패턴은 계절, 지역, 먹이 가용성에 따라 달라진다. 여름철에는 강 하구와 연안 지역에서 사는 먹이를 주로 섭취하며, 겨울에는 더 깊은 물에서 사냥을 한다.

## 분포
흰고래(벨루가)는 북극과 아북극 수역에서 불연속적으로 서식한다. 북극해와 그 주변의 대륙붕 해역에 주로 서식한다. 여름에는 주로 북위 76도에서 80도 사이의 심해에서 발견되며, 특히 알래스카와 캐나다 북부, 그린란드 서부, 러시아 북부 해안가가 주요 분포 지역이다. 서식 범위의 최남단에는 대서양 센트로렌스 강, 아무르 강 델타, 샨탈 제도. 오호츠크 해 사할린 섬 주변 해역 등이 포함되어 있다. 일부 개채군은 겨울철에 남쪽으로 이동하여 얼음이 없는 바다나 강 하구 지역에서 겨울을 난다.

### 이동
흰 고래(벨루가)는 계절에 따른 이동 패턴을 가지고 있다. 철저한 계절 이동 경로를 가지고 있는데, 이동 패턴은 부모로부터 자손에게 전달된다. 어떤 개체는 1년에 6,000 킬로미터까지 이동한다. 가을 동안 여러 장소가 얼음으로 막히면, 그들은 탁 트인 바다나 얼음으로 감싸진 지역에서 겨울을 나기 위해 이동하며, 수면 위로 올라가고, 숨을 쉬기 위해 폴리냐를 사용하여 생존한다. 여름에 얼음이 녹으면 얕은 물(깊이 1~3m)의 해안으로 이동하지만, 때로는 800m 이상의 깊은 물로 이동하기도 한다. 또한 여름에는 하구나 대륙붕의 물에 서식하며, 때로는 강을 거슬러 올라가기도 한다. 이동 거리와 경로는 지역 개체군마다 다를 수 있다.
흰 고래(벨루가)가 우리가 알던 그들의 서식지로부터 수백, 수천 킬로미터 떨어진 곳에서 집단이나 개체가 발견된 많은 사건들이 보고되었다. 하나의 예시로, 2006년 6월 9일, 알래스카 중부 페어뱅크스 근처의 타나나 강에서 벨루가의 어린 사체가 발견되었다. 사체가 발견된 장소는 가장 가까운 벨루가의 서식지로부터 거의 1,700 km나 떨어진 곳이다. 벨루가는 때때로 이동하는 물고기를 따라 움직이는데, 알래스카 주의 생물학자 톰 시튼이 지난 가을의 어느 시점에 연어가 강을 따라 이동하는 것을 벨루가들이 따라 움직인다고 추측하였다.
그들이 자주 타고 올라가는 강은 아시아의 북 드비나 강, 메젠 강, 페초라 강, 오브 강, 예니세이 강이 있으며, 알래스카에서는 유콘 강, 쿠스코크웜 강이 있고, 캐나다에서는 세인트로렌스 강 등이 있다. 강에서 시간을 보내는 것은 동물의 신진대사를 자극하고 표피층의 계절적 갱신을 촉진하는 것으로 나타났다. 이동 시기는 기본적으로 일광의 양에 따라 결정되며, 해빙의 상태와 같은 다른 물리적 또는 생물학적 요인에 의해 결정되지는 않기 때문에 비교적 예측 가능하다.
일부 개체군은 이주하지 않고 특정 거주 집단은 쿡 인렛, 세인트로렌스 강 하구, 컴벌랜드 만과 같이 명확한 지역에 머문다. 쿡 만(Cook Inlet)의 개체군은 여름 동안 만 안쪽에서 가장 멀리 떨어진 곳에서 가을 끝까지 머문다. 그리고 겨울 동안, 그들은 완전히 떠나지 않고, 만 중앙의 더 깊은 물 속으로 흩어진다.
4월에 베링해의 중심과 남서쪽에서 겨울을 나는 동물들은 알래스카의 북쪽 해안과 러시아의 동쪽 해안으로 이동한다. 웅가바 만과 허드슨 만 동부 및 서부 지역에 사는 개체군은 겨울 동안 허드슨 해협의 해빙 아래에서 함께 생활한다. 제임스 만의 고래들은 분지 안에서 겨울을 보내는데, 허드슨 만의 고래들과는 다른 집단일 수 있다. 백해, 카라해, 랍테프해의 개체군은 겨울 동안 바렌츠해에서 서식한다. 봄에, 이 집단은 분리되어 각자의 여름 장소로 이동한다.

### 서식지
흰고래는 해안 근처의 얕은 물에서 가장 흔하게 볼 수 있지만, 더 깊은 물에서 오랫동안 살며, 먹이를 먹고 새끼를 낳는 것으로 보고되고 있다.
흰고래는 여름철에 강 하구, 얕은 만, 해안선 등 따뜻하고 얕은 물로 이동하여 새끼를 낳고 털갈이를 한다. 해안 지역에서, 그들은 햇빛에 의해 지속적으로 비춰지는 북극해의 동굴, 피오르드, 운하, 만 그리고 얕은 물에서 발견될 수 있다. 여름 동안 강 하구에서도 자주 발견되며, 먹이를 주고 교제하며 새끼를 낳는다. 이 해역의 온도는 보통 8~10 °C이다. 알래스카에 있는 쿡 인렛의 갯벌은 이 동물들이 여름의 첫 몇 달을 보내기에 인기 있는 장소이다. 동부 보퍼트 해에서 암컷 벨루가들은 어리고 미성숙한 수컷들과 함께 육지와 가까운 탁 트인 바다를 선호하는 반면, 다 자란 수컷들은 캐나다 북극 군도 근처의 얼음으로 덮인 물에서 산다. 어린 수컷과 암컷은 약간 나이가 많은 수컷과 암컷은 빙붕 근처에서 발견될 수 있다. 일반적으로 여름에 다른 서식지를 사용하는 것은 먹이 습관의 차이, 포식자의 위험, 그리고 각 아군 개체군의 생식 요인의 차이를 반영한다. 겨울에는 두꺼운 바다 얼음 아래에서 생활하며, 얼음 틈새나 얇은 얼음층을 통해 숨을 쉰다.
벨루가는 온도, 염도, 해빙의 범위 및 두께 등 환경 조건에 따라 서식지를 선택한다. 그들은 일부 지역에서 계절에 따라 1,000킬로미터 이상을 이동하기도 한다.

## 위험

### 사냥
북극의 알래스카, 캐나다, 그린란드, 러시아의 토착민들은 소비와 이익을 위해 흰고래를 사냥한다. 흰고래는 예측 가능한 이주 패턴과 여름 동안 어귀와 주변 해안 지역의 높은 개체 밀도 때문에 사낭꾼들에게 쉬운 먹잇감이 되어왔다. 북극 지역의 많은 원주민 공동체는 전통적으로 흰고래를 사냥해왔으며, 이 고기는 식량, 가죽은 의복이나 장비, 지방은 연료로 사용되었다. 오늘날에도 일부 원주민들은 생계형 사냥을 지속하고 있으며, 국제적으로 제한적으로 허용되고 있다.

#### 과거
18세기와 19세기 동안 유럽, 미국, 러시아 고래잡이 배들에 의한 상업적으로 이루어지는 고래잡이는 북극의 흰고래 개체수를 감소시켰다. 흰고래들은 고기와 지방 때문에 사냥되었고, 반면에 유럽인들은 멜론의 기름을 시계, 기계, 등대의 조명을 위한 윤활제로 사용했다. 경화된 흰고래의 피부는 20세기 초까지도 제재소와 신발끈을 위한 말 마구와 기계 벨트를 만드는 데 여전히 사용되었다. 경화된 피부는 가죽으로 사용될 수 있을 만큼 충분히 두꺼운 유일한 고래 가죽으로, 최초의 방탄 조끼 중 일부를 제조하는 데 사용되었다.

#### 현재
식용 고래 가죽은 그린란드에서는 생선 공장으로, 캐나다에서는 다른 지역사회로 상업적인 판매가 이루어진다. 흰고래 당 평균 1~2개의 척추뼈와 1~2개의 이빨이 조각되어 판매된다. 러시아는 현재 육류용으로 연간 5~30마리의 흰고래를 포획하고 있으며, 중국 아쿠아리움으로 생수출하기 위해 연간 20~30마리의 흰고래가 추가로 포획되고 있다.
흰고래는 그들의 순한 성격과 다양한 소리 덕분에 수족관과 해양 공원에서 인기 있는 전시 동물이다. 흰고래는 사람과 상호작용하는 능력으로 유명하며, 여러 연구와 쇼에서 활약하고 있는데, 이러한 사육된 흰고래는 건강 문제, 스트레스, 수명 단축 등과 관련한 논란이 있다. 일부 부호 단체는 흰고래의 사육을 금지하거나 제한할 것을 촉구하고 있다.

### 피식
흰고래의 주요 천적은 북극곰과 범고래이다. 북극곰은 주로 얼음 틈 근처에서 숨을 쉬려고 하는 흰고래를 사냥한다. 범고래는 때떄로 흰고래 무리를 공격하여 먹이로 삼는다.
겨울 동안 흰고래들은 보통 수 킬로미터 떨어져 있는 개빙구역(물 위에 떠다니는 얼음덩이가 수면의 10분의 1 이하인 구역)으로 탈출할 수 없이 얼음 속에 갇히게 된다. 북극곰들은 이러한 상황의 특정한 이점을 이용하고 그들의 후각을 사용하여 흰고래들의 위치를 알아낼 수 있다. 북극곰들은 향해 휘두르는 등의 공격을 하고 흰고래를 포식하기 위해 얼음 위로 끌고 간다.
범고래는 어린 흰고래와 다 자란 흰고래 모두를 잡을 수 있다. 범고래들은 세계의 모든 바다에 살고 아북극 지역의 흰고래들과 서식지를 공유한다. 범고래에 의한 흰고래 공격은 알래스카, 캐나다, 그린란드, 러시아의 바다에서 보고되었다. 범고래는 8월 초에 도착하지만, 흰고래들은 때때로 범고래들이 존재를 알고 그들을 피할 수 있다. 바다 얼음 근처나 그 아래에 있는 흰고래 집단은 어느 정도 보호되고 있는데, 길이가 2m에 이르는 범고래의 큰 등지느러미가 얼음 아래에서 움직이지 못하도록 방해하기 때문이다. 범고래 포식 하에서 흰고래의 행동은 사냥꾼들에게 그들을 취약하게 만든다. 범고래가 있을 때, 많은 수의 흰고래들이 보호를 위해 얕은 여울에 모이고, 이것은 그들을 떼지어 사냥할 수 있게 하기 때문이다.
인간도 역사적으로 흰고래의 주요 포식자 중 하나였으며, 사냥은 지금도 일부 지역 토착민 사회에서느 지속되고 있다.

### 건강 상태 악화
흰고래들이 강 하구에 모였을 때 인간들의 오염이 흰고래의 건강에 위협이 될 수 있다. 흰고래의 사체는 유독성 폐기물로 취급될 정도로 많은 오염물질을 함유하고 있다. 240ppm에서 800ppm 사이의 폴리염화바이페닐 수치는 흰고래들의 뇌, 간, 근육에서 발견되었으며 이는 암, 생식 질환, 면역체계의 악화를 유발하여 폐렴, 궤양, 낭종, 종양, 세균 감염에 더 취약하게 만들기 때문에 이러한 고래류들에게 악영향을 미친다. 강 하구 뿐만 아니라 외해에 사는 흰고래들의 근육, 간, 신장에서도 아연, 카드뮴, 수은, 셀레늄이 발견되었다.
1983년과 1999년 사이에 세인트로렌스 강에서 129마리의 다 자란 흰고래를 대상으로 조사한 결과, 총 27%가 암에 걸린 것으로 나타났다. 이는 다른 고래류 개체군보다 더 높은 비율이며, 다른 고래류나 대부분의 육상 포유류보다 훨씬 더 높다. 종양의 유병률은 하구에서 서식하는 동물에서 확인된 오염물질이 직접적인 발암성 영향을 미치거나 적어도 면역학적 악화를 일으켜 흰고래들의 질병에 대한 저항력을 떨어뜨리고 있음을 시사한다.
간접적인 인간 교란 또한 위협이 될 수 있다. 일부 개체군들은 작은 배를 용인하지만, 대부분은 적극적으로 배를 피하려고 한다. 흰고래들은 최대 50km 떨어진 곳에서 대형 선박의 존재를 탐지할 수 있으며, 이를 피하기 위해 해빙의 가장자리를 따라 반대 방향으로 빠르게 움직이거나 선박과 수직방향으로 움직인다.

### 병원균
흰고래에서 바이러스, 박테리아, 원생동물, 곰팡이를 포함한 수많은 병원체가 죽음과 질병을 유발하며, 이는 주로 피부, 장, 호흡기 감염을 유발한다. 감염된 생선을 먹어서 생긴 것으로 보이는 에리시펠로트릭스 광우병균은 거식증, 피부 반점, 패혈증을 일으킬 수 있는 병변을 일으키면서 사육 중인 흰고래에 대한 위협을 제기한다. 이 질환은 시프로플록사신과 같은 항생제로 제때 진단하고 치료하지 않으면 사망에 이를 수 있다.  많은 성충의 기생충에 의한 감염에 대한 연구는 위와 장에서는 콘트라카에쿰속의 유충, 위에서는 고래회충, 귓구멍에서는 파루루스 팔라시이, 장에서는 하드웨니우스 세이무리, 직장에서 남극의 유충의 존재를 발견했다.

## 인간과의 관계

### 감금
흰고래는 사육된 최초의 고래 종들 중 하나였다. 감금되어 있는 동안 약간의 풍요를 제공하기 위해, 수족관에서는 종합 검진, 초음파, 장난감 제공, 녹음된 음악이나 라이브 음악을 연주할 수 있도록 하는 것과 같은 대중을 위한 행동들을 수행하기 위해 흰고래들을 훈련시킨다.
1960년과 1992년 사이에 미국 해군은 수중 물체의 탐지를 개선하기 위해 반향정위 기능을 가진 해양 포유류의 능력을 연구하는 프로그램을 수행했다. 이 프로그램에는 흰고래들이 수중 작업을 하는 잠수부들에게 장비와 물질을 운반하는 훈련, 유실물 위치, 선박과 잠수함의 감시, 입에 물고 있는 카메라를 이용한 수중 모니터링 등이 포함되었다. 비슷한 프로그램이 냉전 기간 동안 소련 해군에 의해 시행되었는데, 흰고래는 북극 해역에서 지뢰 제거 훈련을 받기도 했다.
트롬쇠 대학교의 오둔 리카르센에 따르면, 사육 상태에서 풀려난 흰고래들은 야생 흰고래들에 적응하는 데 어려움을 겪지만, 인간이 먹이를 주지 않으면 야생 흰고래 무리에 합류하여 스스로 먹이를 먹는 법을 배울 수 있다고 한다. 흰고래들은 북미, 유럽, 아시아에 걸쳐 사람들을 즐겁게 하기 위해 기교 등을 보여준다. 흰고래의 인기는 흰고래의 매력적인 색상과 다양한 표정에서 나타나는데, 여기서 다양한 표정은 미소가 고정된 대부분의 고래류와 달리 흰고래의 융기되지 않은 경추에 의한 움직임이 더 넓은 범위의 외관적 표현을 허용하기 때문에 가능하다.

### 고래 관찰
고래 관찰은 세인트로렌스 강과 처칠 강 근처의 퀘벡과 허드슨 만의 도시들의 경제 회복에 중요한 활동이 되었다. 흰고래를 볼 수 있는 가장 좋은 시기는 여름인데, 여름 동안 흰고래은 강 하구와 그들이 여름에 서식하는 곳에서 많이 볼 수 있다. 또 흰고래들은 높은 개체 수와 인간의 존재에 대한 호기심 때문에 쉽게 볼 수 있다. 하지만 배의 존재는 먹이주기, 사회적 상호작용, 번식과 같은 중요한 활동으로부터 그들을 방해하기 때문에 흰고래에게 위협이 된다. 게다가 모터에서 발생하는 소음은 흰고래의 청각 기능에 악영향을 미치고 흰고래가 그들의 먹이를 탐지하고, 의사소통하고, 바다를 항해하는 능력을 감소시킨다. 미국 국립해양대기청은 고래 관찰 활동 동안 해양 동물들을 보호하기 위해 “해양 생물 관찰 가이드”를 발간했다. 그 가이드는 고래 관찰자들을 태운 배는 고래와의 거리를 유지할 것을 권고하며 고래를 쫓거나 괴롭히거나 방해하거나 만지거나 먹이를 주는 것을 명시적으로 금지한다.

### 인간 말투 흉내
사육 중인 수컷 흰고래들은 일반적인 고래 울음소리보다 몇 옥타브 낮은 인간의 말투를 흉내낼 수 있다. 흰고래가 인간의 말투를 흉내내는 것이 알려진 것은 이번이 처음은 아니며, 흰고래들은 종종 야생에서 어린아이처럼 소리친다. 한 포획된 벨루가가 잠수부들이 수중 통신 시스템을 사용하는 것을 들은 후, 물에서 나오라는 잠수부들 중 한 명의 명령을 모방함으로써 흰고래가 인간의 말투를 흉내내는 것이 표면화되었다. 이후의 녹음들은 흰고래가 사람들이 말하는 패턴과 주파수를 모방하는 데 능숙해졌다는 것을 확인시켜 주었다.

## 사진첩

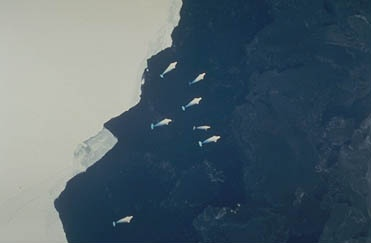
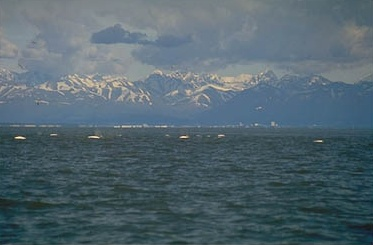
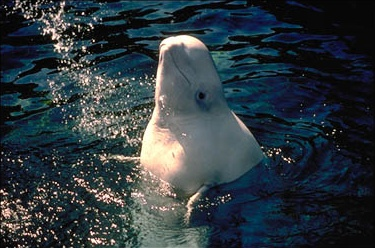
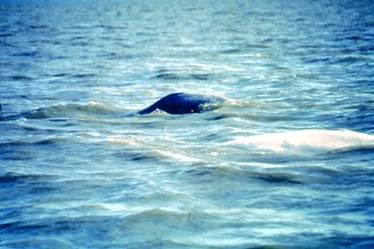
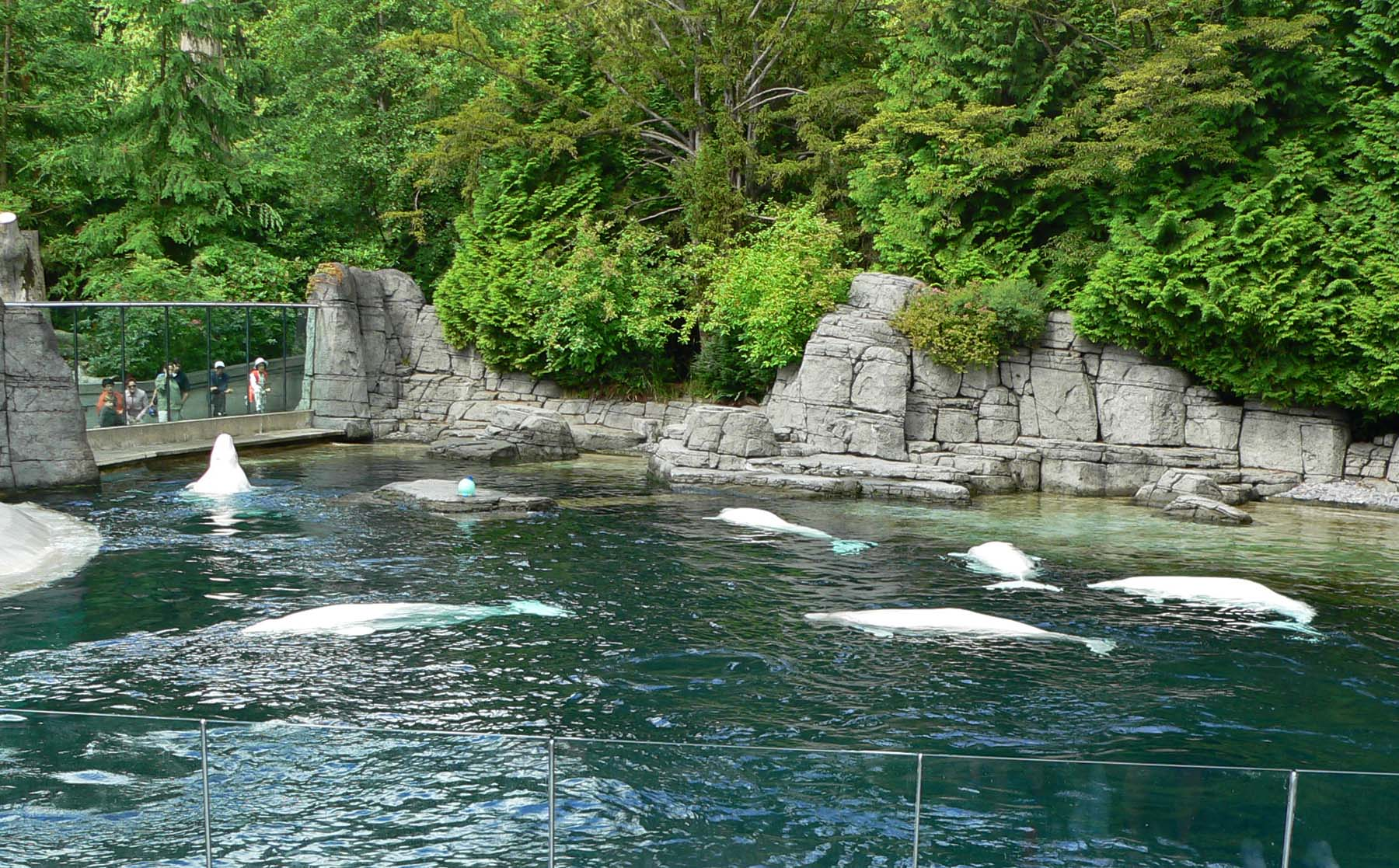
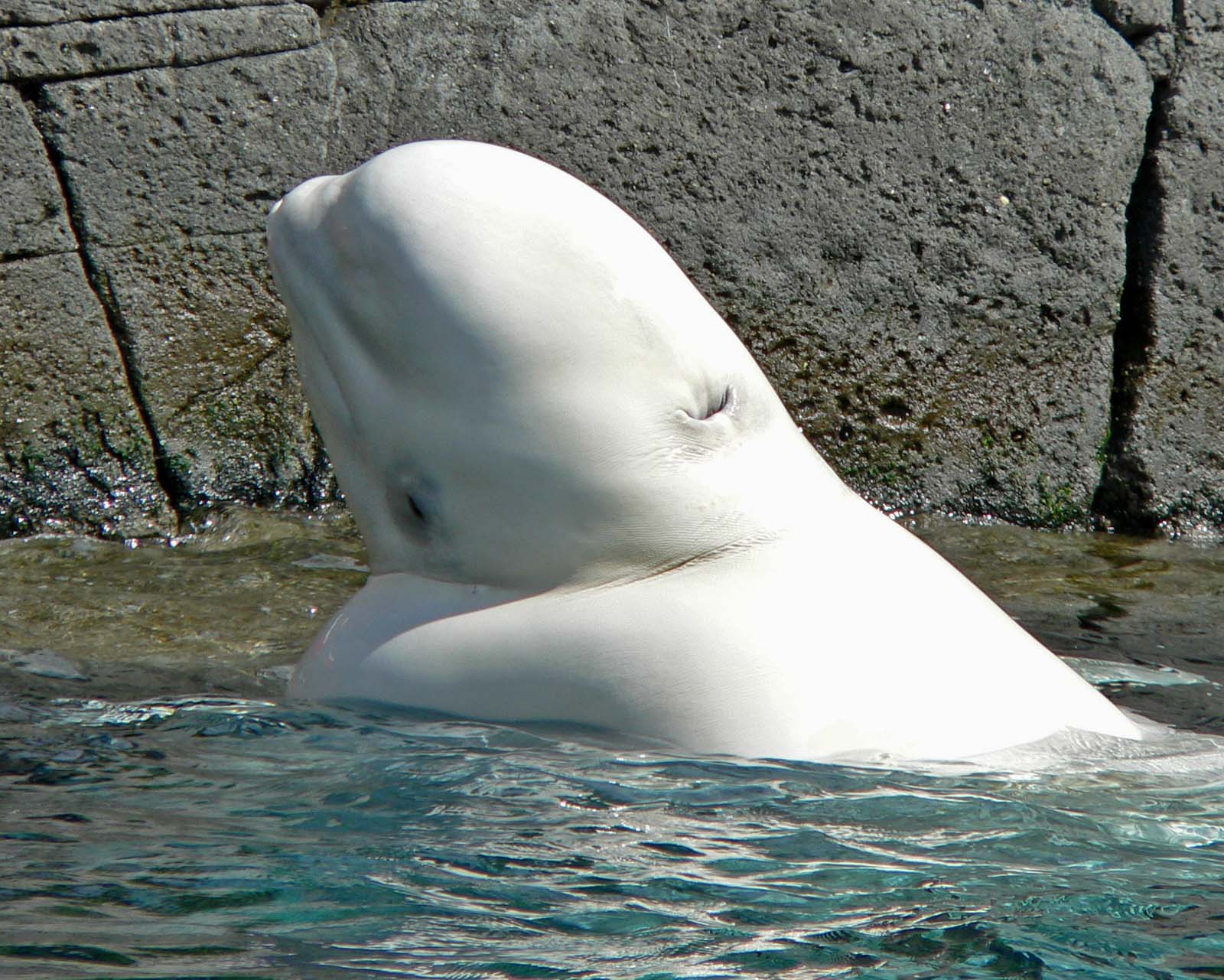
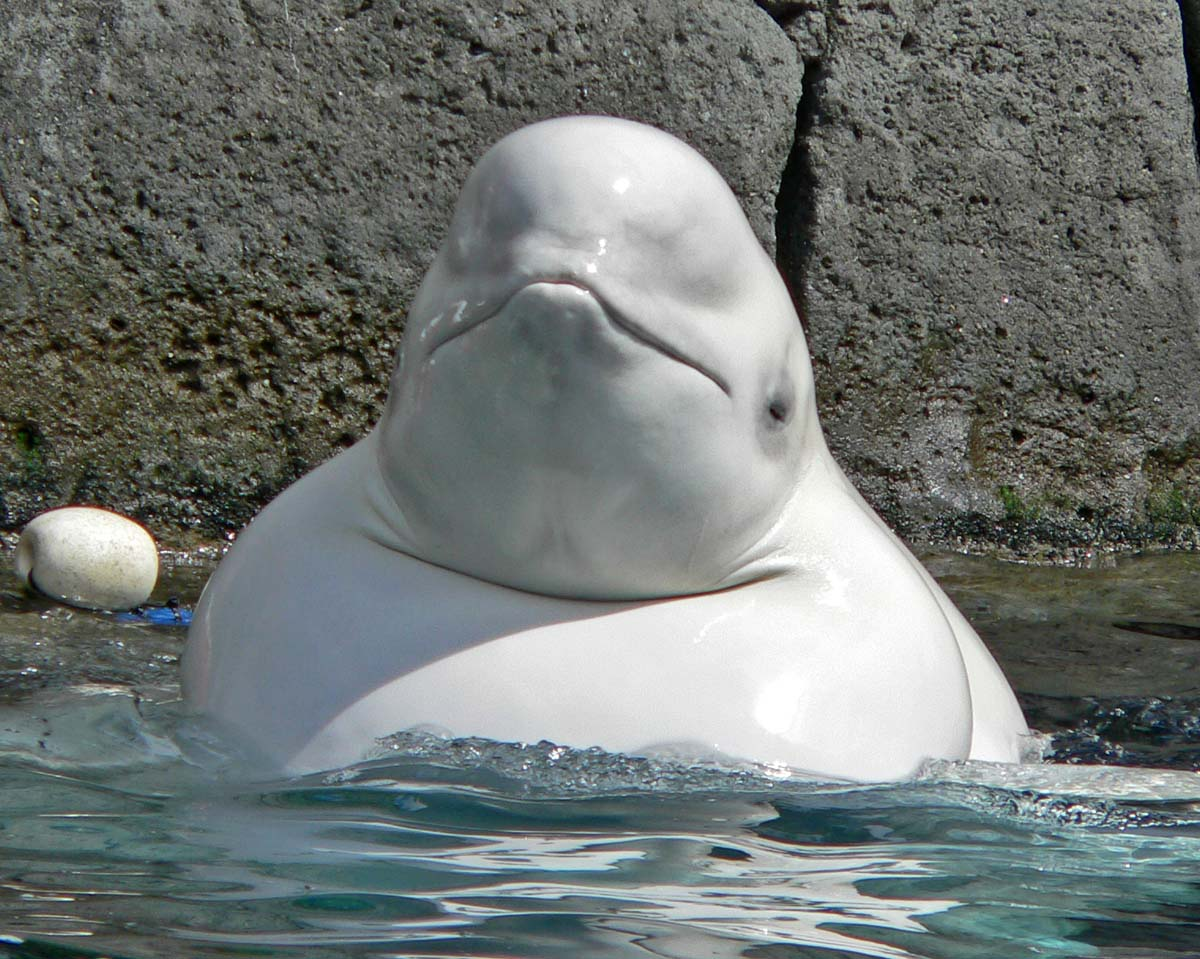
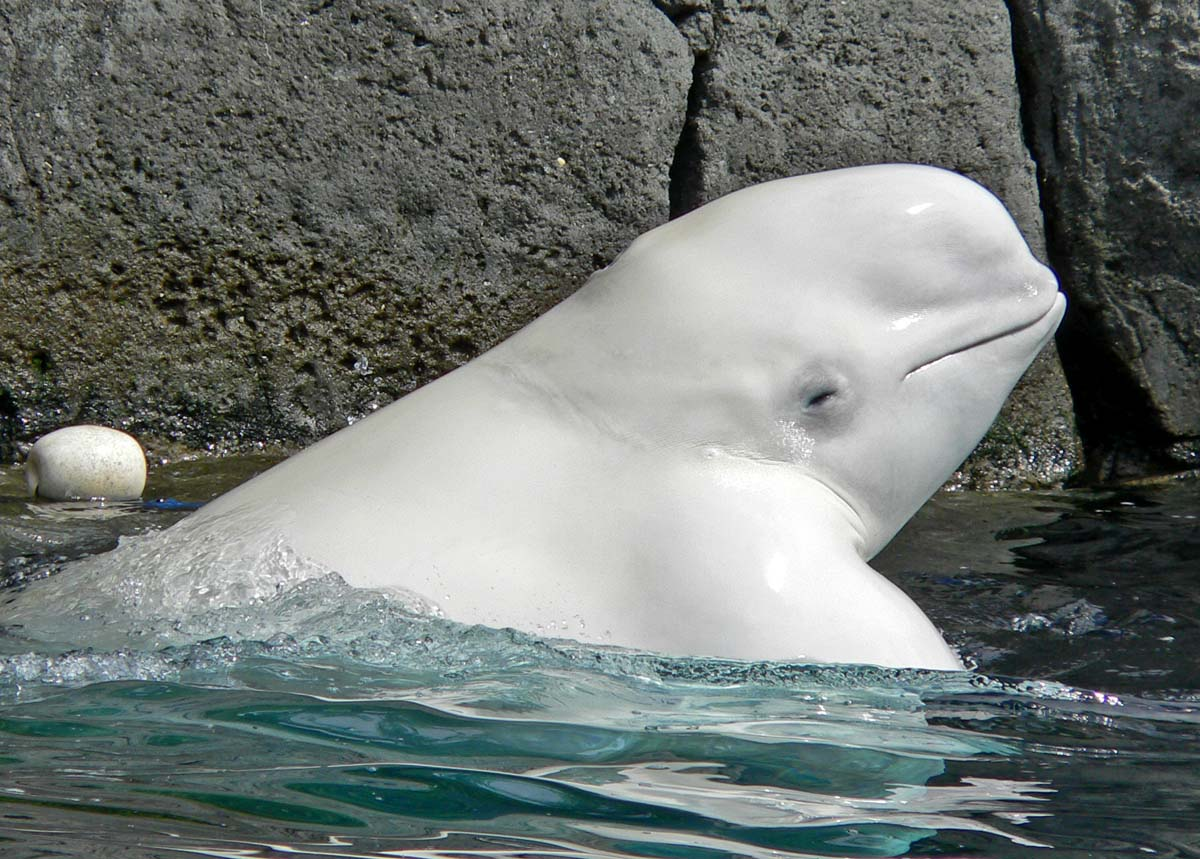
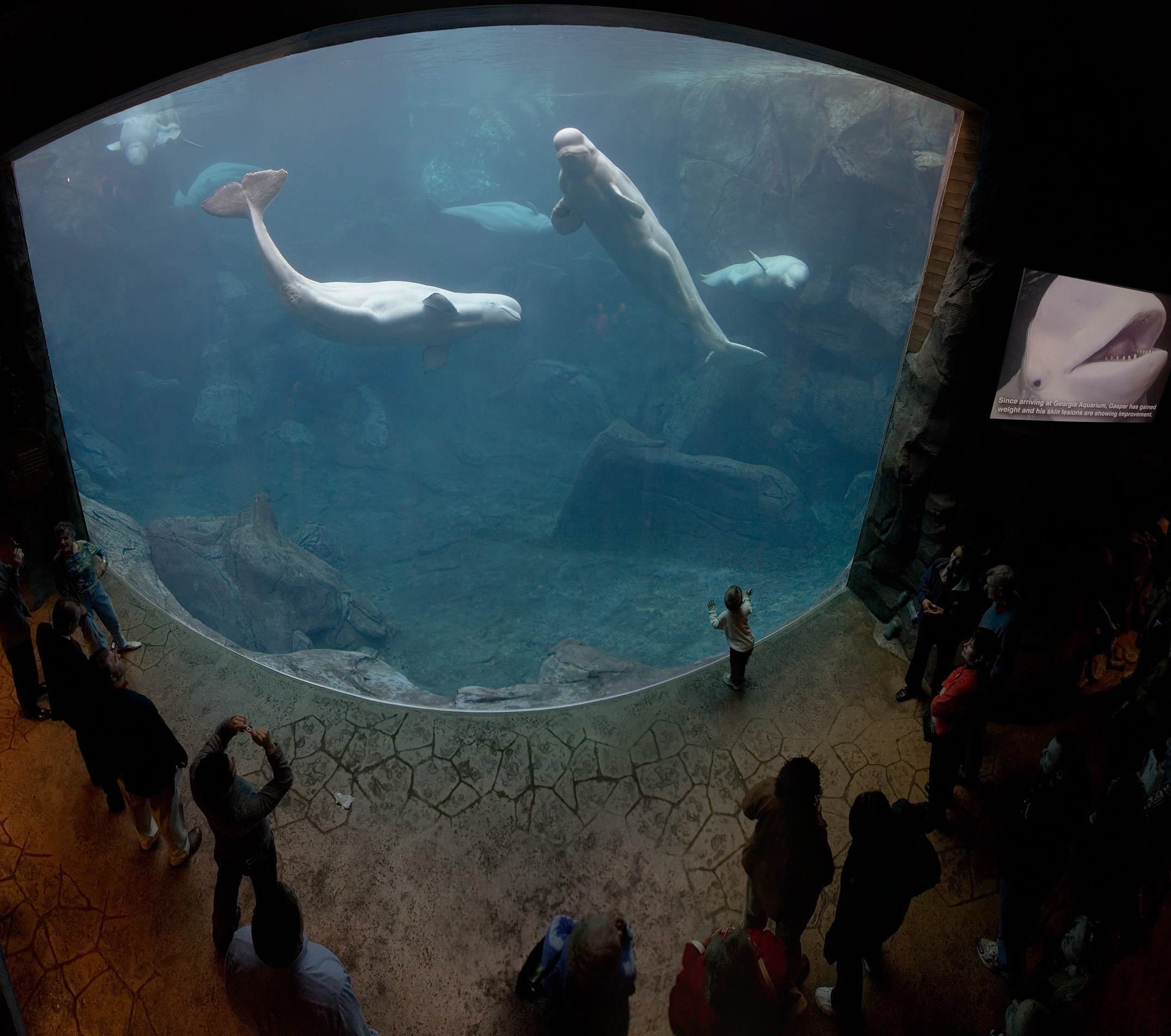
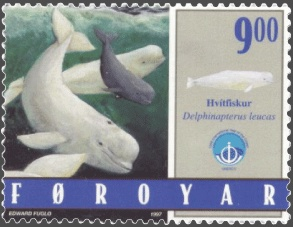

## 같이 보기
- 고래류의 종 목록
- 해양생물학